# Matthiola incana
Matthiola incana es una especie de planta de jardín perteneciente a la familia Brassicaceae.

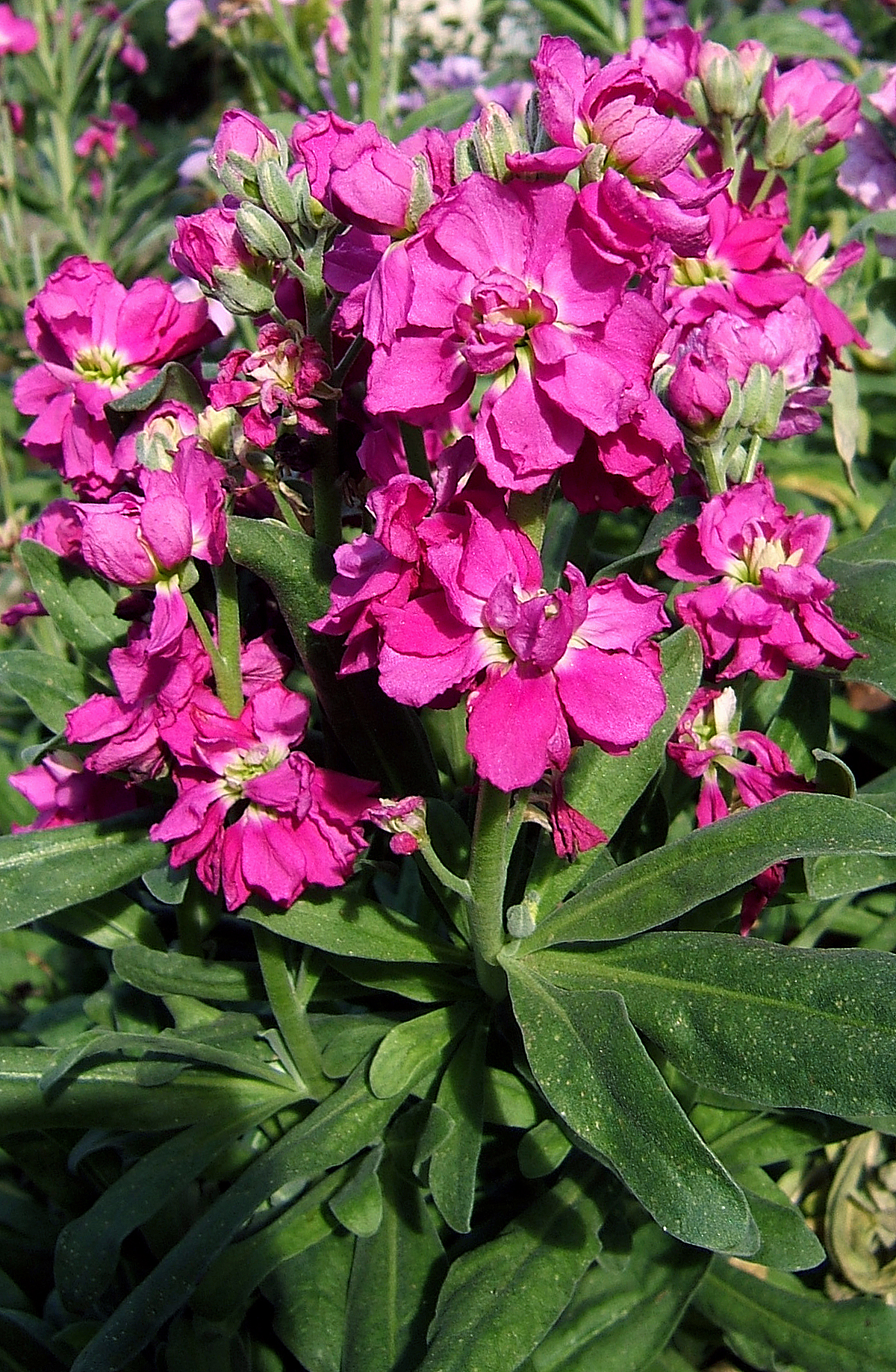
Inflorescencia

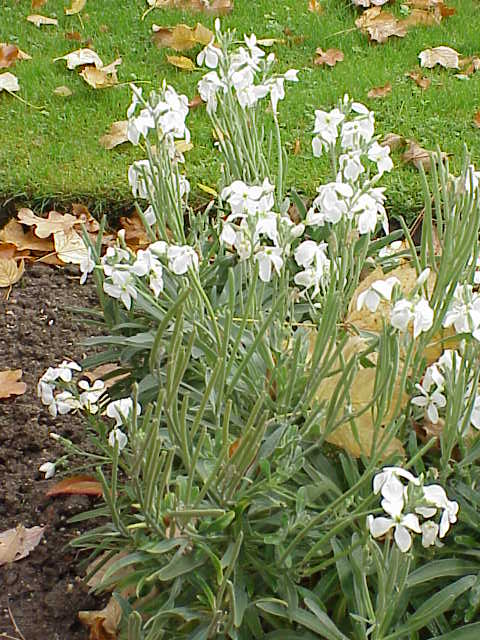
Vista de la planta

## Descripción
Son plantas perennes, más rara vez anuales, con pelos estrellados, blanquecinos. Tallos de 20-80 cm de altura, gruesos, leñosos en la base y con numerosas cicatrices foliares y ramas con rosetas terminales de hojas. Hojas enteras o ligeramente sinuadas, lanceoladas, atenuadas en un pecíolo corto. Pedicelos de 10-12 mm en la antesis, de 12-17 mm en la fructificación, erecto-patentes. Sépalos de 11-14 mm, con margen escarioso estrecho, subtomentosos, verdes o algo purpúreos. Pétalos de 25-30 mm, con uña casi tan larga como el limbo, blancos, rosados, violados o purpúreos. Cuatro nectarios laterales libres. Estilo corto; estigma bilobado. Silicuas de (70-) 80-110 x 3-4 mm, de erecto-patentes a erectas, comprimidas, ligeramente torulosas, pubescentes. Semillas de 2-3 mm, suborbiculares, provistas de un ala blanquecina, lisas. Florece de abril a junio.

## Distribución y hábitat
Cultivada como planta ornamental y a veces asilvestrada. Es oriunda del Sur de Europa (de Baleares a los Balcanes) y se encuentra naturalizada en la zona occidental de la región mediterránea. En Argentina se encuentra naturalizada en las costas patagónicas

## Principales variedades de las poblaciones
Planta de tallo erecto, hojas lanceoladas y flores reunidas en racimos y terminales de varios colores.
Algunas variedades se cultivan como plantas anuales. Estas variedades se siembran en primavera (por lo general a partir de marzo en adelante en las zonas más frías, antes en regiones con inviernos suaves). Ellos aportan una buena exhibición de flores de verano.
Otras variedades tardan más en desarrollarse y son tratados como bienales. En las regiones templadas  por lo general se siembran en verano (junio y julio) para florecer en la primavera siguiente.  El extra de dificultad para hibernar las plantas se compensa con la vistosa exhibición floral de primavera.

## Taxonomía
Matthiola incana fue descrita por (L. ) R.Br. y publicado en Hortus Kewensis; or, a Catalogue of the Plants Cultivated in the Royal Botanic Garden at Kew. London (2nd ed.) 4: 119. 1812.
Citología
Número de cromosomas de Matthiola incana (Fam. Cruciferae) y táxones infraespecíficos: 2n=14
Etimología
Matthiola: nombre genérico que está dedicado al médico y botánico italiano Pietro Andrea Gregorio Mattioli.
incana: epíteto latino que significa "canosa, gris".
Variedades
- Matthiola incana var. annua (Sweet) Voss
- Matthiola incana var. incana (L.) Ait. f.

Sinonimia
- Cheiranthus albus Mill.
- Cheiranthus annuus L.
- Cheiranthus coccineus Mill.
- Cheiranthus fenestralis L.
- Cheiranthus graecus Pers.
- Cheiranthus hortensis Lam.
- Cheiranthus incanus L.
- Cheiranthus viridis Ehrh.
- Hesperis aestiva Lam.
- Hesperis fenestralis (L.) Lam.
- Hesperis incana (L.) Kuntze
- Hesperis violaria Lam.
- Leucoium incanum Moench
- Mathiolaria annua (L.) Chevall.
- Matthiola annua (L.) Sweet
- Matthiola fenestralis (L.) R.Br.
- Microstigma incanum Britton[6]

## Nombre común
- Castellano: alelises, alelí, alelí blanco, alelí común, alelí encarnado, alelíes, alhelí, alhelí blanco, alhelí blanquecino, alhelí carmesí, alhelí común, alhelí disciplinado, alhelí doble, alhelí encarnado , alhelí macho, alhelí marisalado, alhelí morado, alhelí rojo, cuarentena, iasmin azul, iasmin blanco, jazmín cenicero, viola blanca, viola purpúrea, violeta blanca, violeta purpúrea.[7]